# 本因坊秀伯
本因坊 秀伯（ほんいんぼう しゅうはく、1716年（宝永7年） - 1741年3月27日（寛保元年2月11日））は江戸時代の囲碁棋士、七世本因坊。本因坊知伯門下、六段。本姓は佐藤、法名は日宥。

## 概要
陸奥国信夫郡上飯坂村（現福島市）農家の生まれ。享保18年（1733年）の帰省中に師の知伯が死去し、家元会議にて五段の秀伯を跡目とする。秀伯は急使によって江戸へ戻り、寺社奉行に出頭して家督を認められ、七世本因坊となる。同年から御城碁に出仕。享保20年六段。
この頃の本因坊家は知伯、秀伯と2世続いて六段（ちなみに、次の伯元も六段）という不振な時代であった。そのため元文2年（1737年）に「碁将棋名順訴訟事件」が起きている。これは当時の将棋名人伊藤宗看が、碁打ち優先の慣行を廃止して平等にせよと提訴したことで始まった。宗看は寺社奉行井上正之の支持も得ておりこの要求は通ると思われたが、正之が急逝し、後任の大岡忠相によって訴えは棄却され、この事件は終結した。
元文4年（1739年）に七段昇段を、安井春哲仙角、林因長門入、井上春碩因碩に諮ったが、門入、因碩は承知せず、秀伯は因碩と争碁を打つことになる。第1局は同年の御城碁で秀伯先相先で行われ、翌年6月までに8局打って秀伯4勝3敗1ジゴとなったところで秀伯が吐血して倒れ、中断となる。翌年2月に病床にて門人の伯元を跡目に定め、同月26歳で死去する。
御城碁戦績
- 1733年（享保18年）二子5目勝 安井仙角
- 1734年（享保19年）先番2目勝 井上春碩
- 1735年（享保20年）白番2目負 安井春哲
- 1736年（元文元年）向二子6目負 林門利
- 1737年（元文2年）白番1目負 安井春哲仙角
- 1738年（元文3年）先番4目勝 井上春碩因碩
- 1739年（元文4年）白番2目負 井上春碩因碩（争碁第1局）

2008年に生家佐藤家の菩提寺常泉寺に墓碑と顕彰碑が建立された。これを記念し、2009年に福島市で第1回本因坊秀伯囲碁まつりが開催された。

## 参考
- 安藤如意、渡辺英夫『坐隠談叢』新樹社 1955年